# Albaniens kommunistiska parti
Albaniens kommunistiska parti (albanska: Partia Komuniste e Shqiperise) är ett kommunistiskt politiskt parti i Albanien, grundat 1991 som ett utbrytarparti från Albaniens arbetarparti, det f.d. statsbärande partiet i Albanien, då detta ombildades till socialdemokratiska Albaniens socialistparti. Partiets grundare och ledare fram till sin död 2012 var Hysni Milloshi; numera leds partiet av Qemal Cicollari.
I parlamentsvalet 2005 fick partiet 0,7 procent av rösterna men inga mandat i parlamentet. I 2017 års parlamentsval fick partiet 0,07 procent av rösterna.